# Rhynchostegium contractum
Rhynchostegium contractum là một loài Rêu trong họ Brachytheciaceae. Loài này được Cardot miêu tả khoa học đầu tiên năm 1912.